# Anschlag von Newe Jaakow 2023

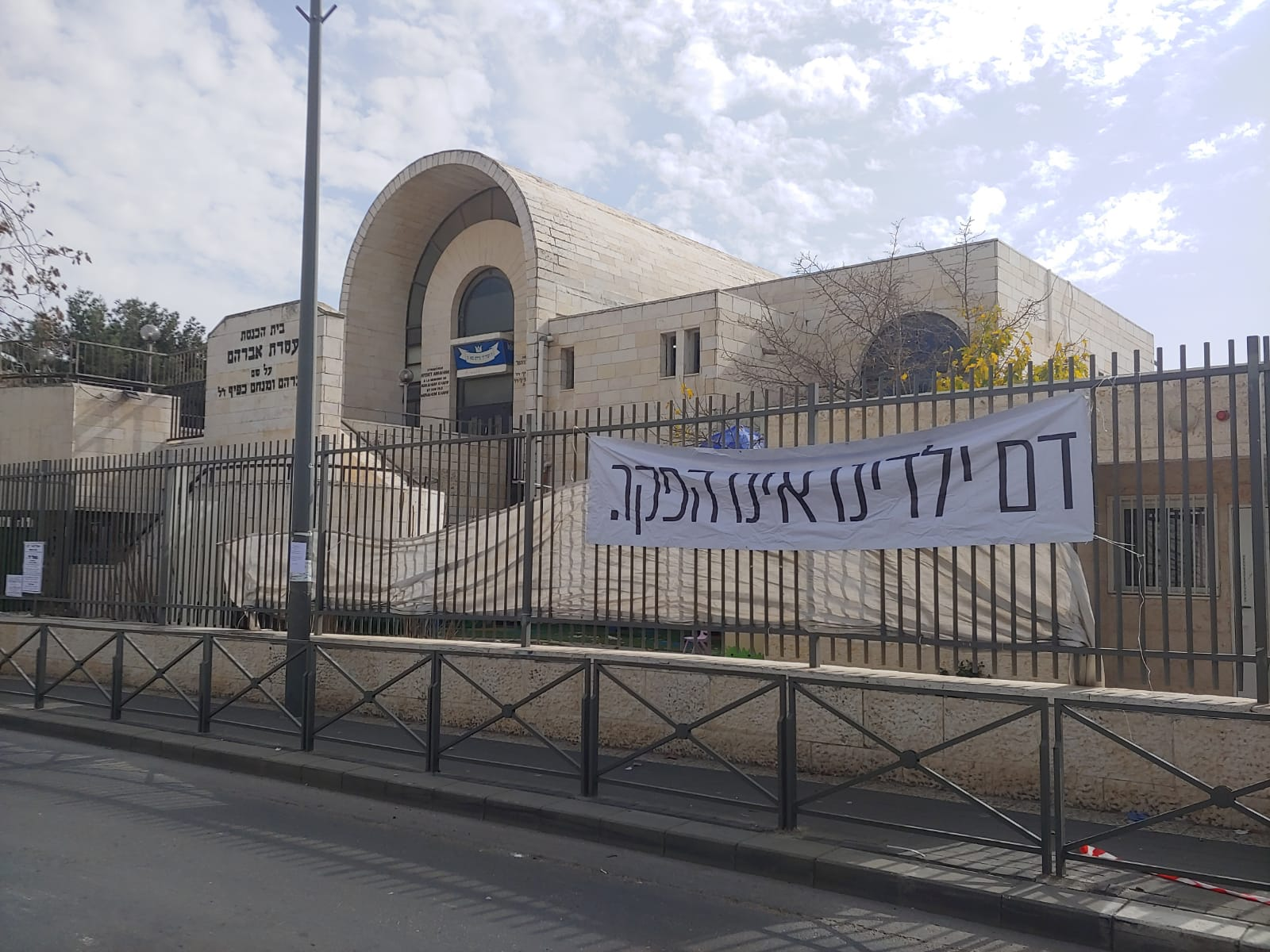
Synagoge Ateret-Abraham im Ostjerusalemer Stadtviertel Newe Jaakow

Der Anschlag von Newe Jaakow ereignete sich am Abend des 27. Januar 2023 vor einer Synagoge im Ostjerusalemer Viertel Newe Jaakow. Ein Palästinenser erschoss sieben Menschen und verletzte drei weitere, ehe er nach kurzer Flucht bei einem Schusswechsel mit der Polizei getötet wurde. Es handelte sich um den opferreichsten palästinensischen Terroranschlag seit dem 6. März 2008, als ein Palästinenser acht israelische Studenten in einer Religionsschule in Westjerusalem erschoss.

## Ablauf
An diesem Freitag, dem Internationalen Tag des Gedenkens an die Opfer des Holocaust, hatten sich israelische Gläubige zu Beginn des Schabbat in der Synagoge Ateret-Abraham im Ostjerusalemer Stadtviertel Newe Jaakow zum Gebet versammelt, als der Schütze gegen 20:15 Uhr Ortszeit (18:15 Uhr GMT) mit einem Auto vorfuhr und mit einer Pistole das Feuer auf Menschen vor der Synagoge eröffnete. Anschließend flüchtete er mit dem Auto vom Tatort in das mehrere hundert Meter entfernte palästinensische Viertel Beit Hanina, wo er etwa fünf Minuten später von israelischen Polizisten erschossen wurde, nachdem er das Feuer auf sie eröffnet hatte. Er wurde vom Inlandsgeheimdienst Schin Bet als 21-jähriger Palästinenser aus Ostjerusalem identifiziert, welcher zuvor noch nicht wegen terroristischer Aktivitäten in Erscheinung getreten war.
Laut dem Rettungsdienst MDA wurden durch die Schüsse zwei Frauen und fünf Männer getötet, wobei fünf der Opfer noch am Tatort, sowie zwei weitere in Jerusalemer Krankenhäusern ihren Verletzungen erlegen waren. Bei den Getöteten handelte es sich um ein Ehepaar im Alter von 45 und 48 Jahren, einen 56-jährigen Familienvater, einen 14-jährigen Jugendlichen, einen 68-jährigen Küster, einen 26-jährigen Mann und eine 59-jährige ukrainische Staatsbürgerin. Ein 15-jähriger Jugendlicher, ein 24-jähriger Mann und eine 60-jährige Frau wurden teilweise schwer verletzt und in die Krankenhäuser Hadassah University Hospital-Mt. Scopus und Shaare Zedek Medical Center eingeliefert.

## Reaktionen
Der Angriff wurde unter anderem vom US-Präsidenten Joe Biden, dem US-Außenminister Antony Blinken, dem britischen Außenminister James Cleverly, einem Sprecher von UN-Generalsekretär António Guterres und dem UN-Sonderkoordinator für den Nahost-Friedensprozess, Tor Wennesland, verurteilt. Weitere Verurteilungen und Beileidsbekundungen erfolgten unter anderem durch die Außenministerien der Vereinigten Arabischen Emirate, der Türkei, sowie Polen, Deutschland, Schweden, Serbien, Bosnien und Herzegowina, Nordmazedonien, Slowenien, Tschechien, Italien und Japan. Der Tatort wurde unter anderem vom israelischen Polizeichef Ya’akov Schabtai, dem Sicherheitsminister Itamar Ben-Gvir und dem Ministerpräsidenten Benjamin Netanjahu besucht. Aufgrund des Anschlages kam es zur Auslösung der höchsten Terrorwarnstufe, einer Verstärkung der Streitkräfte im besetzten Westjordanland und einer dauerhaften Stationierung von Beamten der Anti-Terror-Einheit JAMAM im Raum Jerusalem. Die Polizei teilte am nächsten Tag mit, dass im Zusammenhang mit dem Anschlag 42 Personen festgenommen worden seien, darunter viele Verwandte oder Bekannte des Täters.
Sprecher der Hamas und des Islamischen Dschihad in Palästina nannten den Anschlag eine Reaktion auf Verbrechen und kriminelle Handlungen der israelischen Besatzung. Die Spannungen hatten am Morgen des Vortages dramatisch zugenommen, als bei einem Angriff der israelischen Verteidigungskräfte IDF im Westjordanland neun Palästinenser ums Leben gekommen waren, darunter mindestens ein Zivilist. Die IDF sagten, der Einsatz im Flüchtlingslager Dschenin sei notwendig gewesen, um drohende Angriffspläne einer örtlichen Terrorzelle des Islamischen Dschihad zu vereiteln, welche Sprengstoff und Schusswaffen vorbereitet hätte. Am Donnerstagabend war es zu Raketenbeschuss palästinensischer Terrorgruppen und zu israelischen Vergeltungsangriffen gekommen.